# Walter Rangeley
Walter Rangeley (Salford, 14 dicembre 1903 – Mold, 16 marzo 1982) è stato un velocista britannico.

## Palmarès
- Giochi olimpici

Parigi 1924: argento nella staffetta 4×100 metri.
Amsterdam 1928: argento nei 200 metri piani, argento nella staffetta 4×100 metri.
- Giochi dell'Impero Britannico

Londra 1934: oro nella staffetta 4×110 iarde, bronzo nelle 220 iarde.